# Senta Berger

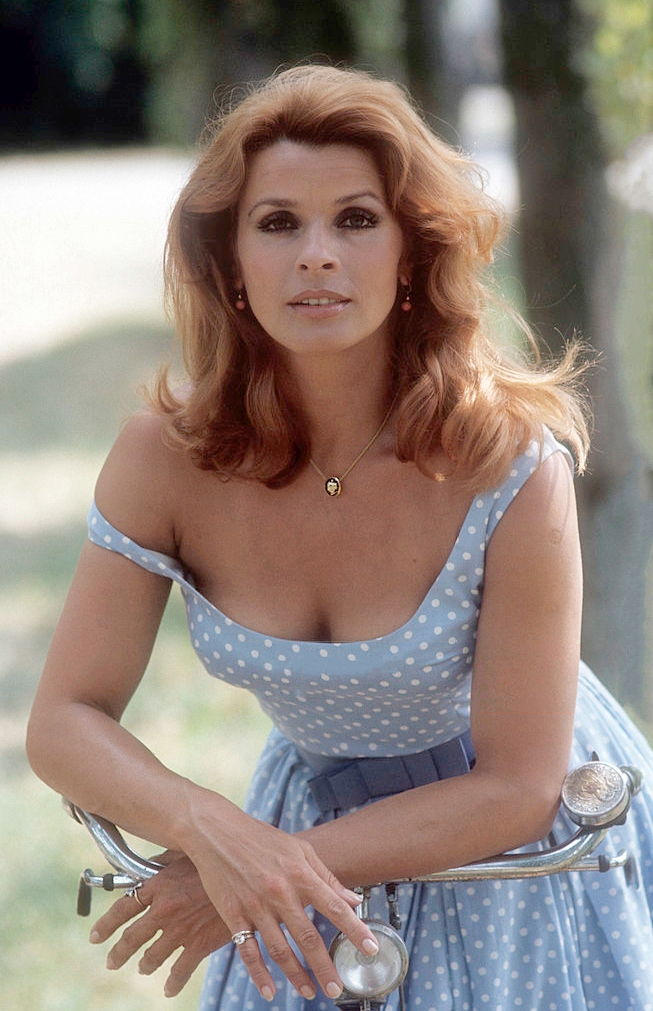
Senta Berger

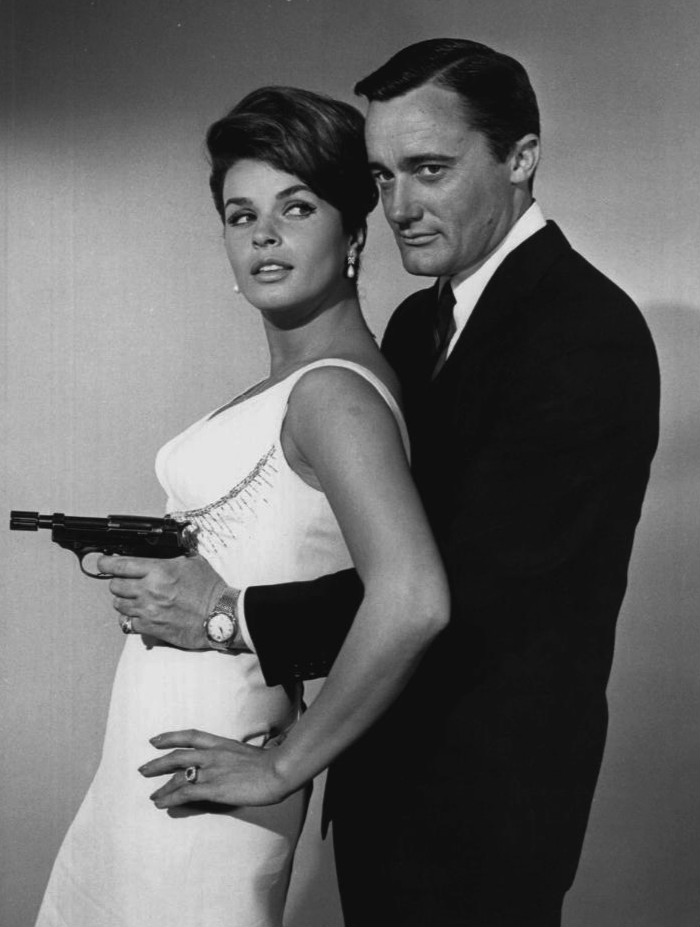
Senta Berger i Robert Vaughn

Senta Berger (ur. 13 maja 1941 w Wiedniu) – austriacka aktorka i producentka filmowa.

## Życiorys
Urodziła się w Wiedniu jako córka Therese Jany i muzyka Josefa Bergera. W wieku 6 lat zaczęła brać lekcje baletu i tańca. Była statystką w filmach: komedii familijnej Ania i Mania (Das doppelte Lottchen, 1950), komedii Pierwszy pocałunek (Der erste Kuß, 1954) i komedii Jesteś tym właściwym (Du bist die Richtige, 1955). W wieku 16 lat rozpoczęła naukę w szkole aktorskiej w renomowanym Seminarium Maxa Reinhardta. Ponieważ jednak przyjęła rolę uczennicy w komedii Nieusprawiedliwiona godzina (Die unentschuldigte Stunde, 1957) i jako Marie w melodramacie muzycznym Karczmareczka nad brzegiem Dunaju (Die Lindenwirtin vom Donaustrand, 1957), co jest sprzeczne z regulaminem szkoły, opuściła szkołę przed jej ukończeniem. W 1958 podpisała 3-letni kontrakt z Theatre in der Josefstadt w Wiedniu. 
Przełom w jej karierze nastąpił w 1961, kiedy zagrała rolę Chantal w czarnej komedii Nie zawsze musi być kawior (Es muß nicht immer Kaviar sein) na podstawie powieści Johannesa Mario Simmela z O. W. Fischerem. Wcieliła się w postać kapitan Jenny w sensacyjnym dramacie kryminalnym Miłość w 3/4 czasu (Schüsse im 3/4 Takt, 1962) z Pierre Brice i Nelly w dreszczowcu Testament doktora Mabuse (Das Testament des Dr. Mabuse, 1962) u boku Gerta Fröbe.
Następnie w 1963 podpisała 5–letni kontrakt z Columbia Pictures w Hollywood, pracując niemal wyłącznie w Stanach Zjednoczonych z takimi aktorami jak Yul Brynner, Kirk i Michael Douglas, Sir Alec Guinness, Richard Harris, George Hamilton, Charlton Heston, Dean Martin, Frank Sinatra i John Wayne. Została obsadzona w roli Teresy Santiago w westernie Sama Peckinpaha Major Dundee (1965) i Anne de Montreuil w biograficznym dramacie Rogera Cormana Markiz de Sade (Das Ausschweifende Leben des Marquis De Sade, 1969) z Keirem Dulleą w roli tytułowej. Później grała głównie w filmach francuskich, w tym Christiane w dramacie kryminalnym Juliena Duviviera Diabolicznie twój (Diaboliquement vôtre, 1967) z Alainem Delonem, i włoskich, ponieważ wszyscy niemieccy reżyserzy kojarzyli ją z filmami rozrywkowymi w starym stylu, które ich zdaniem były poniżej ich poziomu. 
26 września 1966 zawarła związek małżeński z niemieckim reżyserem Michaelem Verhoevenem, z którym ma dwóch synów: Simona Vincenta (ur. 20 czerwca 1972) i Lukę Paula (ur. 1979). 
W 1966 wraz z mężem założyła firmę produkcyjną Sentana Film. Wielokrotnie pracowali przy wspólnych projektach filmowych i telewizyjnych, w tym komediodramacie Kto kocha w szklanym domu (Wer im Glashaus liebt... der Graben, 1971) i biograficznym dramacie wojennym Biała róża (Die weiße Rose, 1982). 

## Wybrana filmografia

### Filmy
- 1963: Major Dundee jako Teresa Santiago
- 1965: Szpieg z moją twarzą jako Serena
- 1966: Cień olbrzyma  jako Magda Simon
- 1967: Diabolicznie twój jako Christiane
- 1970: Kiedy kobiety miały ogony jako Filli
- 1971: Skandal w Rzymie jako Księżniczka Dede Marescalli
- 1973: Szkarłatna litera jako Hester Prynne
- 1977: Żelazny Krzyż  jako pielęgniarka Eva
- 2017: Zając Max ratuje Wielkanoc  jako Madame Hermina (głos)
- 2022: Zając Max: Misja pisanka jako Madame Hermina (głos)

### Seriale
- 1972: Tatort: Kressin und der Mann mit dem gelben Koffer
- 1995: Komisarz Rex – odc. Śmierć w masce (Der maskierte Tod) jako Karla Wilke

## Nagrody
| Rok  | Nagroda                                                                                   | Kategoria                                               | Film                                                      |
| ---- | ----------------------------------------------------------------------------------------- | ------------------------------------------------------- | --------------------------------------------------------- |
| 1968 | Bambi                                                                                     | Najlepsza aktorka – krajowa                             | Diabolicznie twój (1967)                                  |
| 1969 | Brązowa statuetka Bravo Otto, przyznana przez niemiecki dwutygodnik dla młodzieży „Bravo” | Najlepsza aktorka filmowa                               | –                                                         |
| 1987 | Międzynarodowy Festiwal Filmowy w Monachium                                               | Najlepsza aktorka                                       | Kir Royal – z życia reportera kroniki towarzyskiej (1986) |
| 1990 | Bambi                                                                                     | Gwiazdy nie do pokonania                                | –                                                         |
| 1992 | TeleStar                                                                                  | Najlepsza aktorka w filmie wyprodukowanym dla telewizji | Sie und Er (1992)                                         |
| 1997 | Złoty Kabel                                                                               | Ulubiony lekarz telewizyjny                             | dr Margarethe Martin w Ärzte (1994–1996)                  |
| 1999 | Bambi                                                                                     | Gwiazda telewizyjna krajowa                             | Liebe und weitere Katastrophen (1999)                     |
| 2010 | Złota Kamera                                                                              | Najlepsza aktorka niemiecka                             | Frau Böhm sagt Nein (2009) Schlaflos (2009)               |
| 2021 | Niemiecka Nagroda Filmowa                                                                 | Nagroda honorowa za całokształt twórczości              | –                                                         |
| 2023 | Bambi                                                                                     | Nagroda honorowa za osiągnięcie życiowe                 | –                                                         |

## Odznaczenia
- 1998: Österreichisches Ehrenkreuz für Wissenschaft und Kunst I. Klasse
- 1999: Bundesverdienstkreuz
- 2002: Bayerischer Verdienstorden